# Agnieszka Zdanowicz
Agnieszka Zdanowicz, född 1790, död 1815, var en polsk skådespelare och operasångare, aktiv 1799–1815. 
Hon var dotter till skådespelaren Dominik Kaczkowski. Hon debuterade på nationalscenen i Warszawa 1799, där hon spelade barnroller. Efter ett mellanspel i Grodno och Minsk blev hon 1809 nationalscenens stjärna inom subrett- och hjältinneroller. Kritikerna kallade hennes spel full av livlig intelligens. 
Hon gifte sig 1805 med kollegan Józef Zdanowicz. 